# Episodi di Archie Bunker's Place (terza stagione)

Immagine tratta dalla sigla di questa stagione

La terza stagione della serie televisiva Archie Bunker's Place è stata trasmessa negli Stati Uniti d'America dal 4 ottobre 1981 al 16 maggio 1982 sulla CBS.
In Italia la stagione è andata in onda nel 1986 su Canale 5.
| nº | Titolo originale                 | Titolo italiano                             | Prima TV USA     | Prima TV Italia |
| -- | -------------------------------- | ------------------------------------------- | ---------------- | --------------- |
| 1  | Billie                           | Billie                                      | 4 ottobre 1981   | 1986            |
| 2  | The Business Manager             | Il Business Manager                         | 4 ottobre 1981   | 1986            |
| 3  | The Date                         | L'appuntamento                              | 11 ottobre 1981  | 1986            |
| 4  | Norma Rae Bunker                 | Norma Rae Bunker                            | 18 ottobre 1981  | 1986            |
| 5  | Harry's Investment               | Gli investimenti di Harry                   | 25 ottobre 1981  | 1986            |
| 6  | Three's a Crowd                  | Archie turbato senza Edith                  | 8 novembre 1981  | 1986            |
| 7  | Happy Birthday, Stephanie        | Buon compleanno, Stephanie                  | 15 novembre 1981 | 1986            |
| 8  | Growing Up Is Hard to Do: Part 1 | Crescere è difficile (parte 1)              | 29 novembre 1981 | 1986            |
| 9  | Growing Up Is Hard to Do: Part 2 | Crescere è difficile (parte 2)              | 6 dicembre 1981  | 1986            |
| 10 | Stephanie's Dance                | La danza di Stephanie                       | 20 dicembre 1981 | 1986            |
| 11 | The Photo Contest                | Il concorso fotografico                     | 27 dicembre 1981 | 1986            |
| 12 | Stephanie's Tryout               | Il provino                                  | 10 gennaio 1982  | 1986            |
| 13 | The Night Visitor                | #I visitatori notturniI visitatori notturni | 17 gennaio 1982  | 1986            |
| 14 | Reggie, 3; Archie, 0             | La lotta tra Reggie e Archie                | 24 gennaio 1982  | 1986            |
| 15 | Blind Man's Bluff                | Il cieco                                    | 31 gennaio 1982  | 1986            |
| 16 | A Blast from the Past            | Sbucato dal passato                         | 7 febbraio 1982  | 1986            |
| 17 | Sex and the Single Parent        | Educaziobe sessuale                         | 21 febbraio 1982 | 1986            |
| 18 | "Gloria Comes Home: Part 1       | Gloria torna a casa (parte 1)               | 28 febbraio 1982 | 1986            |
| 19 | "Gloria Comes Home: Part 2       | Gloria torna a casa (parte 2)               | 28 febbraio 1982 | 1986            |
| 20 | Of Mice and Bunker               | Il topo e il Bunker                         | 7 marzo 1982     | 1986            |
| 21 | Relapse                          | Ricaduta                                    | 14 marzo 1982    | 1986            |
| 22 | Love Is Hell                     | L'amore è un inferno                        | 21 marzo 1982    | 1986            |
| 23 | The Second Time Around           | La seconda volta                            | 28 marzo 1982    | 1986            |
| 24 | West Side Astoria                | I pregiudizi di Archie colpiscono ancora    | 4 aprile 1982    | 1986            |
| 25 | Billie Moves Out                 | Billie se ne va                             | 25 aprile 1982   | 1986            |
| 26 | Rabinowitz's Brother             | Il fratello di Rabinowitz                   | 2 maggio 1982    | 1986            |
| 27 | Death of a Lodger                | La morte di Lodger                          | 9 maggio 1982    | 1986            |
| 28 | The Battle of Bunker III         | La battaglia dei Bunker 3                   | 16 maggio 1982   | 1986            |